# Parlers hilaliens
Les parlers hilaliens sont un ensemble de dialectes arabes du Maghreb, où ils ont été introduits lors des invasions hilaliennes, entre les XIe et XIIe siècles, ainsi que l'implantation ultérieure de certaines tribus hilaliennes dans les plaines du Maghreb occidental. Ils ont supplanté dans diverses aires les parlers locaux, berbères ou pré-hilaliens.

## Étymologie
On dit parler hilalien en référence aux Hilaliens, un ensemble de tribus arabes nomades originaires d'Arabie, qui migrent vers le Maghreb au milieu du XIe siècle sous l'impulsion des Fatimides. 
L'arrivée des Hilaliens au Maghreb contribue fortement à en arabiser les populations. Avec les dialectes arabes sédentaires préexistants (dits « pré-hilaliens »), les parlers hilaliens constituent la famille de l'arabe maghrébin.

## Variantes et distribution
Les parlers hilaliens sont répartis sur une large aire allant des plaines atlantiques du Maroc (Doukkala, Chaouia, Gharb) et de Mauritanie (parlers Hassaniya) jusqu'en Libye (Cyrénaïque) et les oasis de l'Ouest égyptien, en passant par l'Oriental marocain, les Hauts-Plateaux et le littoral algériens (hors Kabylie et Aurès), la Tunisie et la Tripolitaine. Néanmoins, plusieurs enclaves pré-hilaliennes existent dans cet espace, notamment les villes aux parlers citadins (tel Kairouan, Tunis, Fès, Sfax, Tlemcen, Sousse ou Constantine) et les espaces aux parlers villageois (Traras, Babors et Cap Bon).
Les parlers hilaliens modernes sont répartis au sein de quatre familles,:
- parlers Sulaym, en Libye, dans le sud de la Tunisie, de la région sud de Collo au Souf dans le Constantinois (en Algérie) et en Kroumirie[3]
- parlers Hilal orientaux, dans le centre et l'ouest de la Tunisie et l'est de l'Algérie ;
- parlers Hilal centraux, dans le centre et le sud de l'Algérie ;
- parlers Mâqil, dans l'ouest de l'Algérie et au Maroc.

Le dialecte Hassaniya, résultant de l'arabisation de la région par le clan mâqilien des Doui Hassan, est également à rattacher à la famille des parlers mâqils.
Ces parlers ont fortement influencé certains parlers citadins tel ceux de Tripoli et de Marrakech. Ils constituent également la base des koinès urbaines modernes des grandes villes maghrébines.

## Morphologie et phonologie
Les parlers hilaliens se caractérisent par la prononciation du /q/ (lettre qāf) en tant que consonne sonore /g/ et parfois la prononciation des consonnes lourdes, ainsi que par la différenciation de genres à la deuxième personne du singulier.